# Cobubatha grapholithoides
Cobubatha grapholithoides är en fjärilsart som beskrevs av Heinrich Benno Möschler 1890. Cobubatha grapholithoides ingår i släktet Cobubatha och familjen nattflyn. Inga underarter finns listade i Catalogue of Life.